# Annual Review of Sociology
Annual Review of Sociology är en årligen publicerad och kollegialt granskad litteraturöversiktstidskrift publicerad av Annual Reviews sedan 1975. Tidskriften rankas först av 150 tidskrifter i kategorin "sociologi" av Journal Citation Reports.

## Redaktörer
- Alex Inkeles (1975–1977, 1979–1980)
- Ralph H. Turner (1978, 1981–1986)[2]
- William Richard Scott (1987–1991)[3]
- Judith Blake (1992–1993)[4]
- John L. Hagan (1994 – 1997)
- Hagan och Karen S. Cook (1998–2004)[5]
- Cook och Douglas Massey (2005–)